# Bourg de Dayuan (Wannian)
Le bourg de Dayuan (chinois : 大源镇 ; pinyin : dàyuán zhèn) est un bourg-canton situé sur le territoire du xian de Wannian, ville-préfecture de Shangrao, dans la province du Jiangxi, en République populaire de Chine.

## Subdivision administratives
Il est lui-même subdivisé en 8 villages (村) :
- Le village de Dayuan (大源村)
- Le village de Jiangtian (江田村)
- Le village de Jiefu (界福村)
- Le village de Hexi (荷溪村)
- Le village de Nianshan (鲇山村)
- Le village de Shixia (石下村)
- Le village de Shanbei (山背村)
- Le village de Yanjia (严家村)

## Patrimoine
La Grotte de Xianren comportant des poteries datant de la période glaciaire, située sur ce bourg-canton.